# Achaemenes terminalis
Achaemenes terminalis är en insektsart som beskrevs av Jacobi 1910. Achaemenes terminalis ingår i släktet Achaemenes och familjen kilstritar.
Artens utbredningsområde är Tanzania. Inga underarter finns listade i Catalogue of Life.